# Rhinoblemma unicorne
Rhinoblemma unicorne là một loài nhện trong họ Tetrablemmidae. Chúng thuộc chi đơn loài Rhinoblemma, được Roewer miêu tả năm 1963.